# Elaphria vittifera
Elaphria vittifera là một loài bướm đêm trong họ Noctuidae.